# اریل گرمینیانی
اریل گرمینیانی (انگلیسی: Ariel Germiniani؛ زادهٔ ۷ آوریل ۱۹۹۰) بازیکن فوتبال اهل برزیل است.
از باشگاه‌هایی که در آن بازی کرده‌است می‌توان به باشگاه ورزشی اشتوریل پرایا اشاره کرد.